# Jim Middelburg

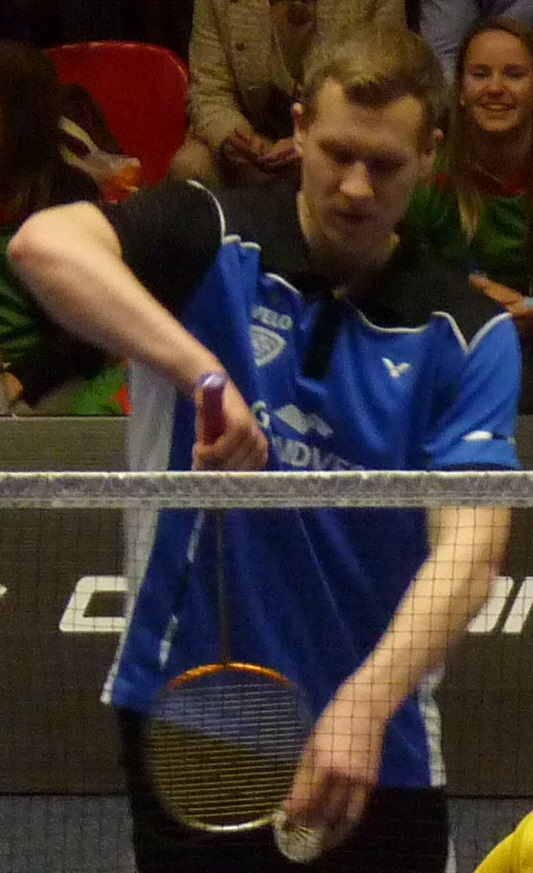
Jim Middelburg

Jim Middelburg (* 6. Januar 1993) ist ein niederländischer Badmintonspieler.

## Karriere
Jim Middelburg wurde 2011 und 2012 nationaler Juniorenmeister in den Niederlanden. Im letztgenannten Jahr gewann er auch Bronze bei den Erwachsenen. 2010 nahm er an den Badminton-Juniorenweltmeisterschaften teil. 2012 siegte er bei den Hungarian International. Bei den Dutch International des gleichen Jahres wurde er Dritter.